# プロギア
プロギア (PRGR) は、横浜ゴムグループの日本のゴルフ用品メーカー、ゴルフブランド。

## 概要
横浜ゴムのスポーツタイヤブランドADVANの開発チームが中心となり1983年にゴルフ業界に参入。ゴルファーのヘッドスピードを製品開発、クラブ選びの基準とするヘッドスピード理論をもとにゴルフクラブ、ゴルフボール等の開発を行う。ゴルフクラブ製造に関しては素人の集団ながら”ゴルフ道具（ギア）作りのプロでありたい。”という思いからブランド名をプロギアとする。その由来を”プロゴルファーのためギア”と誤認されることもあるが、本来は自分たちのようなアマチュアゴルファーにとってやさしく、飛距離が伸ばせるクラブを作りたい。という商品コンセプトが発端となっている。後発メーカーならではの、従来のゴルフ業界には無い革新的な製品を世に送り出しているのが特長。
なお、ブランド表記は空港コードなどで用いられる略称を採用し、PRGR（PROGEAR）とした。

## ブランドコンセプト
- Smilin' PRGR（スマイリン プロギア） - 世界中のゴルファーの笑顔を作るために、PRGRは存在する。

## 略歴
- 1983年 - 横浜ゴム株式会社スポーツ事業部発足、PRGRブランドが誕生。ゴルファーの評価基準としてヘッドスピード理論を提唱。従来ゴルファーの感性や経験に頼っていたクラブ開発、道具選びに科学的な手法を取り入れる。
- 1983年 - PRGR製品第1号としてヘッドスピード別設計のPRGR BALLを発売。
- 1984年 - カーボン素材をヘッドに使用したM-1、M-2ドライバーを発売。製品のPR活動として全国各地でヘッドスピード測定会するとともに、現在では一般的な販促施策となっているクラブ試打会をゴルフメーカーとして初めて実施。
- 1986年 - ヘッドスピードをアップさせるために、当時クラブ長さ43インチが主流だったなかで44インチに長尺化したμ240ドライバーを発売。付属品として専用ヘッドカバーを装着したのも日本のゴルフメーカーでは初であった。
- 1988年 - カーボン素材をヘッドに使用したロングアイアンINTESTを発売。アマチュアにとっては難しいクラブであったロングアイアンをやさしく、飛距離の出るものにして一世を風靡し、後のハイブリッドクラブの先駆けとなる。女性ゴルファーに向けた、業界初の女性専用設計モデルM-30シリーズを発売。後のSWEEPシリーズにつながる。
- 1989年 - 日本のゴルフメーカーとしては初の直営ゴルフスクールPRGRゴルフスクールを立ち上げ。
- 1993年 - ヘッドの重心ポイントに着目したDATAシリーズ（ウッド、アイアン）発売。従来のアマチュア向けクラブからプロゴルファーも使用する本格モデルとして定着。
- 1996年 - PRGRブランドの販売会社である㈱スポーツコンプレックスと、INTESTブランドの販売会社であった㈱インツが合併し、PRGR製品の販売会社㈱プロギアが誕生。チタン素材をヘッドに使用したロングアイアンZOOMiを発売。プロゴルファーの使用により爆発的なヒットを記録。
- 1997年 - 全米オープンゴルフ歴代優勝者のコーリー・ペイビンとクラブ使用契約を結ぶ。
- 1998年 - 契約プロのブライアン・ワッツが全英オープンゴルフでプレーオフの末2位となり、同年の国内賞金ランキングでも2位となる。
- 2001年 - DREAMシリーズ（ウッド、アイアン）発売。CMキャラクターに女優の吉永小百合を採用。
- 2003年 - カーボンとチタンの複合素材ヘッドドライバーDUOを発売。シリーズ累計10万本を超えるヒットモデルとなる。
- 2006年 - スイング中のクラブのグリップエンドのスピードを計測し、ゴルファーのスイングタイプを分類するグリップスピード理論を提唱。
- 2007年 - 非常識のコンセプトから、飛距離に特化した次世代型アイアンegg PC-01を発売。スイング解析とレッスンを融合した直営スタジオサイエンス・フィットを銀座にオープン。
- 2008年 - TR500ドライバーが日本男子ツアーで年間4勝、Siliver-Bladeパターが年間5勝を獲得。契約プロの矢野東が賞金ランク2位となる。クラブ使用の申ジエが全英女子オープンで優勝。ユーティリティクラブZOOMXがR&Aよりデザイン上のルール不適合の指摘を受け無償ヘッド交換を開始。
- 2014年 - iD nabla RSシリーズ発売。CMキャラクターにミュージシャンのcharを採用。
- 2015年 - 商品開発・マーケティングを担う横浜ゴム㈱スポーツ事業部と販売会社の㈱プロギアが合併し分社化。ゴルフメーカー㈱プロギアとなる。
- 2016年 - RS Fドライバーが池田勇太のエースドライバーとして賞金王獲得に貢献。同年12月RS FドライバーがR&AのSLEルール適合ドライバーリストより除外。適合モデルへの交換対応を開始。
- 2017年 - 前年ルール不適合となったRSドライバーをモデルチェンジし、RS2017ドライバーを発売。ゴルフ工房向けヘッドパーツブランドPRGR TUNE発売。
- 2018年 - 契約プロの小平智が米ゴルフツアーのRBCヘリテージで優勝。

## 製品・ブランド
- PRGR（1983年-） - ヘッドスピード理論を基に革新的な製品・サービスを開発。
- RS（2014年-） - リアルスポーツをコンセプトに、ゴルフをスポーツとして取り組むゴルファーに向けたクラブシリーズ。
- egg（2007年-） - 非常識をコンセプトに、既成概念にとらわれない飛距離に特化したクラブシリーズ。
- SWEEP（1997年-） - 女性専用設計のクラブシリーズ。
- SILVER BLADE（2007年-）フェースとボディーのカラー、比重差が特徴的なパターシリーズ。2008年にはセンターシャフトモデルが男子プロゴルフツアーで年間5勝を挙げる。
- Q（2018年-）セカンドショット地点のラフ、バンカー、斜面などの窮地を脱出するためのクラブシリーズ。
- R（2006年-） - グリーン周りのアプローチに特化したクラブシリーズ。
- サイエンスフィット（2007年-） - 独自の測定機器を使用し実施する、ゴルフスイング解析、レッスンメソッド。
- REDEYES（2007年-） - 独自の計測機器シリーズ。マルチスピードテスター、弾道シミュレーター、ヘッド挙動測定器等をラインアップ。

## 過去の製品
- μ240（1986年-1989年） - 当時としては長尺の44インチののカーボンヘッド素材のドライバー。
- INTEST（1988年-1993年） - カーボン素材をヘッドに使用したロングアイアン。通称タラコとして一世を風靡し後のユーティリティクラブに発展。
- DATA（1993年-2000年) - 黒チタン、銀チタン、赤チタンウッドシリーズと、DATA601をはじめとするアイアンシリーズをラインアップ。契約プロの活躍を支えた。
- ZOOM（1997年-2008年） - 200ヤードを積極的に狙うクラブシリーズ。アイアンタイプのzoomi、フェアウェイウッドタイプのzoomf、ハイブリッドタイプのzoomCなどがラインアップ。
- DUO（2003年-2006年） - ヘッドクラウン部にカーボン、フェース・ボディにチタンを使用した複合素材ドライバー。ジャンボ尾崎、不動裕理などの活躍を支え、10万本を越える大ヒットクラブとなる。

## クラブ契約・用品使用
- 谷原秀人
- 平塚哲二
- 金田尚之
- 森田理香子
- 辻梨恵
- 海老原清治
- 青山薫
- 内藤雄士